# Rosana Castrillo Diaz
Rosana Castrillo Díaz (nacida en 1971 en Sama de Langreo, Asturias) es una artista española.

## Infancia y educación
Rosana Castrillo Díaz nació en Sama de Langreo, Asturias, España. Obtuvo su Licenciatura en Bellas Artes (BFA) de la Universidad Complutense de Madrid y un BFA adicional del Instituto de Arte de Cleveland. Rosana tiene un título de postgrado de la Escuela del Museo de Bellas Artes de Boston. Cursó un máster en Bellas Artes en el Mills College.

## Trayectoria
Castrillo ganó el Premio de Arte SECA del Museo de Arte Moderno de San Francisco en 2004 y el Premio de Arte Artadia en 2005. Está representada por Anthony Meier Fine Arts en San Francisco.
Díaz realiza dibujos en grafito sobre papel, esculturas en relieve e instalaciones, principalmente en blanco monocromático. En su obra, investiga la invisibilidad, lo cotidiano, la solidez y la inmaterialidad.
Según Janet Bishop, conservadora del Museo de Arte Moderno de San Francisco, Castrillo Díaz vio una retrospectiva del SFMOMA en 2000 sobre Sol LeWitt, que tuvo un impacto en su trabajo: por ejemplo, sus grandes dibujos efímeros realizados con cinta adhesiva. Estas obras cuelgan de la pared y se mueven con el aire, de modo que solo sus sombras permanecen constantes; la obra puede parecer invisible en un ángulo o parecer tridimensional desde otro. Hablando de sus dibujos con cinta adhesiva y de sus piezas blanco sobre blanco, Castrillo Díaz ha dicho: "Me interesa la tranquilidad, la sencillez y el tipo de espacio que está en la periferia y no está del todo ahí, o no sabes si está o no" La obra también ha sido descrita como "un intento de redefinir el dibujo en una forma... tridimensional".

### Exposiciones y colecciones
Su trabajo se ha exhibido en numerosas exposiciones, incluso en el Museo de Arte de Berkeley y el Archivo de Cine del Pacífico, el Instituto de Arte Contemporáneo de San José, el Instituto Wattis de Arte Contemporáneo y el Centro de Dibujo. En 2009, el Museo de Arte Moderno de San Francisco encargó a Díaz la creación de un mural, Sin título (162 pulg. x 1101 pulg./ 411,48 cm x 2796,54 cm) para el puente al jardín de la azotea del museo; el mural fue financiado por una donación de Robert y Claudia Allen y el Fondo Mary Heath Keesling. Usando pintura blanca y aplicando patrones de mica altamente reflectante, que también puede hacer que la luz se vea muy blanca, Díaz pintó la pared del puente que da a la ventana para aprovechar la luz que inunda el pasillo con paredes de vidrio. Pensando en cómo cambia la percepción que tiene el espectador de la pieza a medida que cruza el puente, Castrillo Díaz también sintió que “tenía que fluir como el agua”. En este mural, la paleta blanca y la reflectividad de la mica son elementos del diseño; sin embargo, las distinciones en blanco que se pueden ver desde un ángulo pueden no ser visibles desde otro. Castrillo Díaz ha dicho que cuando desaparecen las distinciones, la pieza “se completa en cierto modo”.
La obra de Castrillo-Diaz se encuentra en colecciones públicas y privadas, incluido el Museo Whitney de Arte Americano, Nueva York, NY; Museo de Arte Moderno de San Francisco, San Francisco, CA; Universidad de California, San Francisco, CA; y Museo de Arte Mills College, Oakland, CA.